# Dave Lepard
Dave Lepard (28 de maio de 1980 – 20 de janeiro de 2006) foi o fundador e vocalista da banda sueca de Glam metal Crashdïet.

## Carreira
Durante a adolescência, Dave participou das bandas Naked Guns e Los Diabolos, além de ter sido vocalista e guitarrista de uma banda de Death metal chamada Warpath aos 14 anos, chegando a gravar um CD financiado por sua mãe. No ano 2000, formou a banda Crashdïet com alguns amigos. Em 2002 a banda se separou em consequência de desentendimentos entre Lepard e os outros integrantes por causa de uso de drogas, e Dave continuou com uma nova formação. Sua música era baseada em bandas dos anos 1980 como Skid Row, Mötley Crüe e Kiss. A banda ganhou status de cult, especialmente na Suécia. Dave gravou algumas demos e apenas um álbum de estúdio, Rest In Sleaze (2005), com o Crashdïet antes de sua morte, em 2006, além de ter deixado certas faixas não lançadas.

## Morte
No dia 20 de janeiro de 2006, em torno de 01h00, Lepard foi encontrado morto em seu apartamento em Gottsunda, Uppsala. O músico, então com 25 anos, cometera suicídio, se enforcando após um surto depressivo. O médico que examinou o corpo do músico estima que a data do óbito seja 13 de janeiro, pois afirma que ele provavelmente tenha falecido dias antes de seu cadáver ser encontrado.
Segundo sua mãe, Dave teria dito pouco tempo antes de morrer aos mais íntimos que o Crashdïet estava se separando.
Após a morte de Lepard, os integrantes remanescentes decidiram anunciar o fim da banda e divulgaram a seguinte nota:
| “ | O Crashdïet definitivamente não continuará como uma banda. A banda consistia em quatro pessoas e agora uma delas nos deixou. | ” |

O Crashdïet realizou um concerto em tributo a Dave Lepard em fevereiro de 2006.
Entretanto, alguns meses mais tarde, a banda decidiu voltar a ativa, depois de receber o apoio e incentivo da família de Dave Lepard e de seus fãs ao redor do mundo. O grupo lançou esta nota em seu site:
| “ | Nós sentimos que queremos dar continuidade ao legado do Crashdïet, que manterá o espírito de Dave vivo por um longo tempo... Seria uma vergonha não espalhar a mensagem por todo o mundo e deixá-los saber como a música de verdade deve soar! | ” |

Lisbeth Hellman, mãe de Lepard, criou um memorial que angaria fundos e concede bolsas para músicos iniciantes. A bolsa pode ser requerida por bandas escandinavas que precisam de ajuda financeira para seguir sua carreira musical. A primeira banda a receber o benefício foi a Starlet Suicide, cujos integrantes eram amigos de Dave. Um dos motivos que a levou a criar a fundação foi saber das muitas dificuldades financeiras que seu filho passou nos tempos do Crashdïet, mesmo após a fama.

### Rest In Sleaze Festival
No ano de 2007, foi criado o Rest In Sleaze Festival, em homenagem a Lepard.

### Lepard Racing
A Lepard Racing é uma equipe de motocross criada em honra a Dave, que foi um talentoso piloto durante a juventude.